# Dan Otero
Daniel Anthony Otero (né le 19 février 1985 à Miami, Floride, États-Unis) est un ancien lanceur de relève droitier de la Ligue majeure de baseball.

## Carrière
Joueur des Bulls de l'université du Sud de la Floride, Dan Otero est repêché par les Giants de San Francisco au 21e tour de sélection en 2007.
Il est choisi au sein de l'effectif de 25 joueurs des Giants à l'ouverture de la saison 2012.
Le lanceur droitier fait ses débuts dans le baseball majeur avec les Giants le 7 avril 2012 face aux Diamondbacks de l'Arizona. Il conserve une moyenne de points mérités de 5,84 en 12 manches lancées en 12 sorties en relève pour les Giants en 2012.
Il est réclamé au ballottage par les Yankees de New York le 26 mars 2013. La même procédure l'envoie aux Athletics d'Oakland trois jours plus tard.
Otero lance pour Oakland de 2013 à 2015. Après avoir maintenu une moyenne de points mérités en 39 manches lancées lors de 33 sorties en relève en 2013, il s'avère particulièrement efficace avec une moyenne de 2,28 en 86 manches lancées lors de 72 apparitions en relève en 2014. Sa saison 2015 est considérablement plus difficile alors que sa moyenne s'élève à 6,75 en 46 manches et deux tiers lancées. Le 3 novembre 2015, il est réclamé au ballottage par les Phillies de Philadelphie. Ceux-ci vendent son contrat aux Indians de Cleveland le 18 décembre suivant.